# Rob Morgan
Rob Morgan (New Bern, 24 februari 1973) is een Amerikaans acteur.

## Biografie
Rob Morgan werd geboren in New Bern (North Carolina), maar groeide op in Washington, D.C. en Noord-Virginia. In 1996 behaalde hij een diploma in marketing en communicatie aan Virginia State University. Na zijn studies vestigde hij zich in Brooklyn (New York).

## Carrière
Aanvankelijk wilde Morgan een carrière als radiopresentator uitbouwen. In 1996 maakte hij met een figurantenrol in de sciencefictionfilm Contact (1997) zijn acteerdebuut. In daaropvolgende jaren was hij in New York vooral actief in korte films, reclamespots en theaterproducties. In grotere film- en televisieproducties bleef zijn rol in de jaren 1990 en 2000 meestal beperkt tot figureren. Zo speelde hij in 2009 een taxichauffeur in een aflevering van de sitcom 30 Rock.
Omstreeks 2000 werd hij door regisseur John Singleton gekozen om de hoofdrol te vertolken in diens remake van Shaft, maar Warner Brothers weigerde het project te verfilmen met een onbekende acteur. De remake werd uiteindelijk opgenomen met Samuel L. Jackson als hoofdrolspeler.
In 2011 had hij een bijrol in Pariah, een langspeelversie van Dee Rees' gelijknamige kortfilm uit 2007. Nadien brak Morgan door met enkele opvallende bijrollen in populaire Netflix-series als Daredevil en Stranger Things. Daarnaast vertolkte hij ook een terugkerende rol in This Is Us en had hij bijrollen in films als Mudbound (2017), Just Mercy (2019) en Greyhound (2020).
In 2019 vertolkte Morgan de hoofdrol in de dramafilm Bull van regisseuse Annie Silverstein. De film ging op het filmfestival van Cannes in première.

## Filmografie

### Film
- Contact (1997)
- Sorry Ain't Enough (2006)
- Pro-Black Sheep (2009)
- Conspiracy X (2010)
- Pariah (2011)
- The Inevitable Defeat of Mister & Pete (2013)
- Full Circle (2013)
- Monica Z (2013)
- The Bicycle (2014)
- Shelter (2014)
- Other Plans (2014)
- Early Light (2014)
- The Challenger (2015)
- Anesthesia (2015)
- All Hale (2015)
- Mudbound (2017)
- Brawl in Cell Block 99 (2017)
- Monsters and Men (2018)
- The Week Of (2018)
- The Last Black Man in San Francisco (2019)
- Fair Market Value (2019)
- Bull (2019)
- Wetlands (2019)
- Just Mercy (2019)
- The Photograph (2020)
- Greyhound (2020)
- Don't Look Up (2021)
- Smile (2022)

### Televisie (selectie)
- 30 Rock (2009) (1 aflevering)
- Law & Order: Special Victims Unit (2010–2014) (2 afleveringen)
- Believe (2010–2014) (4 afleveringen)
- Blue Bloods (2011) (1 aflevering)
- The Knick (2014) (2 afleveringen)
- Daredevil (2015–2016) (7 afleveringen)
- Stranger Things (2016–heden) (16 afleveringen)
- Luke Cage (2016–2018) (3 afleveringen)
- Godless (2017) (3 afleveringen)
- The Punisher (2017–2019) (2 afleveringen)
- The Defenders (2017) (1 aflevering)
- Jessica Jones (2018) (1 aflevering)
- Iron Fist (2018) (1 aflevering)
- This Is Us (2018–2019) (5 afleveringen)
- It's Bruno! (2019) (5 afleveringen)